# La Voix de la patrie (quotidien)
Pour l’article homonyme, voir La Voix de la patrie.
La Voix de la Patrie était un quotidien régional édité dans la région de Montpellier dans la Résistance puis de 1944 à 1953 avec le soutien du Parti communiste français.

## Histoire

### Avant et pendant la Guerre
Au cours de la première moitié du XXe siècle et jusqu’à la Libération de Montpellier en août 1944, les deux principaux quotidiens héraultais sont Le Petit Méridional et L'Éclair, tous deux proches du Gouvernement de Vichy. Parallèlement, le département de l’Hérault voit paraître sous le manteau les journaux créés par des résistants Combat, Action, Franc-Tireur, Défense de la France, l’Avant-Garde, mais aussi des titres locaux comme La Voix de la Patrie, apparu en 1943.

### La Libération
Au mois d'août 1944, Le Petit Méridional et L'Éclair, saisis par les résistants, sont remplacés pendant quelques jours par un quotidien temporaire L’Information du Languedoc, en attendant que paraisse deux nouveaux quotidiens. C'est un processus analogue, le plus souvent lancé à la demande des Comités de Libération (CDL), à celui mis un peu plus tôt en Corrèze, où le journal Liberté, autre quotidien de transition de la Libération, s'effaça pour laisser la place, le 21 août 1944 au journal Brive-Informations, ou d'autres villes comme Lyon. À Montpellier, les nouveaux quotidiens ne sont que deux : le Midi-Libre et La Voix de la Patrie, qui publie son tout premier numéro le 27 août 1944.
Dirigée par l'instituteur communiste Louis Mardon, qui reprend le titre du journal des Milices patriotiques du Front national qu'il avait fondé en 1943, La Voix de la Patrie, qui est homonyme d'un journal franco-espagnol du XIXe siècle, monarchiste et catholique, paraissant trois fois par semaine, s’installe dans les locaux du Petit Méridional. De son côté, l'autre nouveau quotidien de Montpellier, le Midi Libre, lié au Mouvement de libération nationale (MLN) occupe dès la fin du mois d’août 1944 les anciens locaux de L'Eclair. A l'hiver 1945, le jeune sètois Roger Thérond s'installe à Paris, avec le titre de correspondant de La Voix de la patrie, tout en collaborant à L'Ecran français.

### Les remous chez le concurrent local
Jusqu'à l'automne 1945, la ligne des deux quotidiens présents dans la région de Montpellier, est globalement inspirée de « la même doctrine qui était celle de la Résistance », selon Émile  Martin, maire de Montpellier en 1944-1945. Mais la situation évolue en cours d'année 1945 pour le  Midi libre,  grand concurrent de La Voix de la Patrie, qui appartient à une société de journalistes. Un ex-président du MLN pour l'Hérault, Jean Bène, qui s'était opposé aux CFL (Corps francs de la libération) dans la résistance, se rapproche de la SFIO, puis prend le contrôle du journal au motif que cette société de journalistes serait trop proche du Mouvement de libération nationale (MLN), fondé en janvier 1944 par Philippe Viannay et Claude Bourdet, pour regrouper les Mouvements unis de la Résistance avec ceux de la zone Nord, qui est selon lui dans l'Hérault trop proche du PCF même si d'autres sources insistent au contraire sur la domination de la SFIO. 
Il reçoit le soutien et l'aide du ministre de l'Information Jacques Soustelle puis secrétaire d'État à l'Information, le socialiste Gaston Defferre , dans une manœuvre consistant à retirer l'autorisation de publier dont bénéficiait le journal,, Mais il se heurte à l'opposition des journalistes du quotidien, qui en sont propriétaires collectivement et font un gros titre en "Une" disant "Les pouvoirs publics contre la presse libre". Le journal est fermé du 29 septembre au 10 octobre 1945 et la police anti-émeutes envoyée contre les journalistes, à l'appel desquels une manifestation de solidarité réunit à Montpellier près de 10 000 personnes devant la préfecture. Le conflit avec la rédaction se solde par un compromis, après des négociations fin 1945-début 1946 , prévoyant le maintien à sa tête du journaliste d'origine roumaine Armand Labin, dit "Jacques Bellon", et par un nouveau partage des actions entre trois grands blocs d'associés, donnant 32 % à des personnalités socialistes de l'Hérault, Charles Alliès, Paul Béchard, Jean Bène et Jules Moch , qui deviendra en 1947 ministre de l'Intérieur. Le reste est réparti ainsi: 32 % au MLN et 32 % aux journalistes du quotidien, les 4 % restant allant au parti radical. Peu après, Jean Bène devint président du conseil général de l'Hérault et administrateur du journal, où Jules Moch multiplie les chroniques et articles,, jusqu'aux années 1970, dans un département où « les enjeux liés au contrôle de l'information laissent des marques profondes ». Au tournant des années 1940 et 1950, le Midi Libre sera accusé de « boycotter les radicaux et tous ceux ne rentrant pas dans sa ligne éditoriale » au point que les "Indépendants et paysans" percent au législatives de juin 1951 avec 12,2% des voix et un discours populiste méridional, préfigurant celui de Pierre Poujade, devant les radicaux 11% et juste derrière la SFIO (18%). C'est l'année où émerge le projet d'un quotidien régional fusionnant les noms de deux quotidiens phares de la IIIe République dans la région, Le Petit Méridional, radical-socialiste et L'Eclair, de droite, précédé par la création dès janvier 1952 du bimensuel régional Liberté du CNIP qui en mars 1952 donne une tribune à Jacques Isorni, l’avocat de Philippe Pétain. Les ouvriers de l'imprimerie de La Voix de la patrie, à sa disparition, montent une société fondant L'Éclaireur Méridional, au service d'une coalition organisée par le député radical de l'Hérault Vincent Badie, agrégeant des personnalités de gauche comme de droite. L'Éclaireur Méridional est basé à Montpellier. Son directeur Clément Beauquier et son rédacteur en chef Maurice-Fabreguettes ont travaillé à La Voix de la Patrie. Le premier numéro du nouveau quotidien sort le 12 novembre 1953, et le jeune André Laurens, futur directeur du Monde, y sera embauché en 1954. Une édition est créée en Aveyron et la diffusion atteint en moyenne une dizaine de milliers d’exemplaires par jour pendant deux ans, avec des éditoriaux dénonçant le concurrent Armand Labin, dirigeant du Midi Libre surnommé "Labinovitch", comme le symbole des « profiteurs de la Résistance ». Juste après la fin de L'Éclaireur Méridional, Vincent Labie, défenseur virulent des anciens combattants, est en juillet 1955 élu président du groupe parlementaire radical qui vient de faire chuter Pierre Mendès-France sur sa politique coloniale et il fait partie des 14 députés radicaux acharnés de l'Algérie française.

### Les procès pendant la Guerre d'Indochine
De nombreux procès sont intentés par le ministère de la Justice contre La Voix de la Patrie à la fin des années 1940 pour diffamation envers l'armée, pendant la Guerre d'Indochine, ou incitation de militaires à la désobéissance. Dès 1949, Louis Mardon, directeur de la publication est inculpé, dans l'Affaire Fougeron, que le procureur général de la cour d’appel de Lyon nomme « l’affaire de la bombe atomique », représentée sur une affiche du peintre communiste André Fougeron en novembre 1948, avec une petite fille gisant au sol dans une ville détruite par une bombe atomique. Elle est appelée alors Affaire Fougeron, car l'affiche est interdite par le ministre de l'intérieur Jules Moch, une action en justice est intentée contre son auteur. Près de deux cent informations contre X sont ouvertes, sur les instructions du Garde des sceaux René Mayer, qui évoque le risque de nuire à la défense nationale. La diffusion de l’affiche dans les journaux communistes suscite aussi une demande de levée d’immunité de quatre députés communistes.
Le 1er décembre, Louis Aragon organise une conférence de presse de soutien à André Fougeron au Palais de la Mutualité de Paris, et près d’un an de salaire pour créer une série et le 12 décembre 1948 le militant communiste André Houllier, ex-animateur du comité local de libération en 1944, est tué dans le dos par un policier n'étant pas en service, à Saint-Mandé, en région parisienne, au moment où il colle sur un mur un tract reproduisant cette affiche.
Louis Mardon et La Voix de la Patrie sont relaxés finalement par le tribunal de Montpellier le 31 mai 1949, ce dernier estimant qu'il ne lui a été apporté « aucune justification de l’existence d’une entreprise de démoralisation de l’armée ou de la nation à la participation de laquelle l’inculpé aurait provoqué autrui »,. La cour d’appel de Montpellier confirme par « l'arrêt Mardon » du 27 juillet 1949.

### La crise du début des années 1950
La Voix de la patrie subit comme d'autres quotidiens communistes la crise du début des années 1950, dont les lecteurs ne plébiscitent pas, loin de là, la multiplication d'articles évoquant des luttes de pouvoir, mises à l'écart et règlements de comptes au sein même du monde communiste. Ce processus, appelé « purges staliniennes », et dont sont victimes au premier chef des personnalités appréciées de la Résistance intérieure française, très implantée dans le Midi, intervient au moment d'une baisse globale du tirage des quotidiens communistes régionaux.
La Voix de la Patrie est alors considéré comme « stalinienne jusque dans ses pages sportives », dont une bonne partie est fournie par les dépêches de l'Union française de l'information (UFI), une agence de presse proche du PCF qui avalise alors la politique soviétique de  purges staliniennes de 1949 et leurs conséquences sur la couverture de l'UFI, y compris sportive comme lors du  match France-Yougoslavie du 30 octobre 1949. En raison de la Rupture Tito-Staline, le directeur de l'UFI, Jean Colombel, reçoit alors du leader du PCF Maurice Thorez une interdiction formelle de parler dans l'UFI ce match France-Yougoslavie, auquel la plupart des journaux consacrent pourtant leur "Une" car il est décisif pour se qualifier pour la Coupe du Monde de football 1950 au Brésil, après un nul 1-1 au match aller.

### L'affaire du chant des militaires à Sète
Malgré cette victoire le directeur de La Voix de la Patrie est plusieurs fois inquiété par les autorités dans les mois qui suivent. Au début juillet 1950, il est inculpé pour diffusion de « fausses nouvelles » pour avoir rapporté, le 26 mars 1950, les propos de militants présents sur un piquet de grève à l’entrée du port de Sète, sous le titre « Les soldats du 81e RI ont chanté l’Internationale ». Le 17 juillet cinq témoins confirmèrent devant la Justice avoir entendu le chant, lors du passage des camions militaires d'un  convoi allant de la route de Montpellier vers la caserne Vauban à Sète, mais ils sont démentis par un des gradés du convoi.

### La fusion avecLa Marseillaiseen février 1953
En février 1953, La Voix de la Patrie cesse de paraître faute de ressources suffisantes.  Le dernier numéro est tiré à 40000 exemplaires, bien au dessus du tirage d'autres quotidiens communistes régionaux dans les années 1950 et la moitié des 80000 exemplaires qu'il réussissait à diffuser dans les années d'après-guerre. Etouffé par les procès pour « diffamation envers l’armée » et « excitation des militaires à la désobéissance », le journal réussit à y résister grâce à des collectes de fonds auprès de ses lecteurs pendant quelques mois, avant de finalement jeter l'éponge en février. Le titre fusionne avec le quotidien communiste voisin La Marseillaise.  
La diffusion de la La Marseillaise progresse immédiatement et mécaniquement, mais sans intégrer plus du tiers des 40.000 exemplaires jusque là diffusés par La Voix de la patrie.
| Année  | Décembre 1950 | Juin 1951 | Octobre 1951 | Septembre 1952 | Décembre 1952 | Juillet 1953 | Novembre 1953 |
| Tirage | 125.000       | 107.000   | 99.300       | 87.000         | 94.500        | 107.300      | 106.600       |

### Le nouveau quotidienL'Éclair méridional
La disparition de La Voix de la patrie s'effectue à la fin d'une époque où les dirigeants du PCF en appellent depuis 1949 à de nombreuses pratiques militantes « à risque »  car subissant la répression de la police : sur 457 manifestations qui se déroulent entre 1949 et 1952, le PCF en organise 437, ,, et utilise « l'enceinte judiciaire comme tribune politique pour populariser ses objectifs partisans », en particulier la « politisation des questions coloniales ». Mais depuis l'incarcération pendant un mois, en juin 1952, de son dirigeant Jacques Duclos après la manifestation contre le général Ridgway, cette politique stoppe et le PCF se concentre à en gérer les conséquences judiciaires et financières.
Les ouvriers imprimeurs de La Voix de la patrie fondent une société chargée de créer un nouveau quotidien. Ce dernier va se placer sous le contrôle d'une coalion de personnalités de la région, de tous bords, reprenant le discours anti-SFIO et anti-système du bimensuel Liberté fondé l'année précédente dans la région. Le directeur du journal et son rédacteur en chef soutiennent le nouveau projet qui va durer deux ans, et s'y impliquent sous la dénomination d'un nouveau quotidien baptisé L'Éclair méridional, diffusé aussi en Aveyron et se vendant à une dizaine de milliers d'exemplaires pendant deux ans.
La Voix de la Patrie a succombé « sous le poids des dizaines de procès et des millions d’amendes » infligées sur ordre des gouvernants qui « frappaient à la caisse » écrira son ex-directeur dans La Marseillaise 27 août 1974, à l'occasion d'un article récapitulant l'histoire de ce quotidien. 

### Sources
- "La presse quotidienne locale en 1945, un combat pour la liberté de la presse" par les Archives départementales de l'Hérault[1]
- "La persistance du Midi blanc: L’Hérault (1789-1962)" par Philippe Secondy, en 2006 aux Presses universitaires de Perpignan [7].
- « Splendeurs et misères de la presse régionale », La presse en Languedoc-Roussillon, par Jacques Molénat, Montpellier, CRDP.

## Fonds d'archives
- Fonds : La Voix de la Patrie (1944-1953).  Cote : PAR 894, PAR 3698, PAR 3701. Montpellier : Archives départementales de l'Hérault (présentation en ligne).